# محمد جميل أحمد
محمد جميل أحمد ((بالديفهي: މުޙައްމަދު ޖަމީލް އަޙުމަދު)‏; ولد في 13 أكتوبر 1969) هو محامي وسياسي مالديفي وكان رابع نائب رئيس في جزر المالديف من 2013م إلى 2015م. شغل سابقا منصب وزير العدل من يوليو 2005م إلى أغسطس 2007م، ومنصب وزير الطيران المدني والاتصالات من تشرين الثاني / نوفمبر 2008م إلى مايو 2009م ومنصب وزير الداخلية من شباط / فبراير 2012م إلى مايو 2013م. كان عضواً في منظمة المالديف الجديدة. في عام 2015م، تم عزله من قبل البرلمان وإقالته من منصبه.

## حياته السياسية
في تموز / يوليو 2007م، جميل صنع التاريخ عندما تحدى المحافظين الإسلاميين وعين ثلاث نساء للقضاء لأول مرة في جزر المالديف وهي المرة الأولى التي تقبل فيها المالديف النساء في المحكمة القضائية.
استقال من منصب وزير العدل بعد اتهام الرئيس مأمون عبد القيوم بعدم اتخاذ إجراءات ضد ارتفاع التشدد الإسلامي ومنع التقدم في الإصلاحات. بعد شهر واحد من استقالة جميل، شهدت المالديف أول حادثة إرهابية محلية، عندما قام بعض الشباب ذوي الجذور الإسلامية بتفجير قنبلة محلية الصنع في حديقة عامة، ما أدى إلى إصابة عدد من السياح الأجانب.
اشتهر جميل بموهبة الخطابة وشغف إصلاح نظام العدالة الجنائية، حصل جميل على أعلى عدد من الأصوات في انتخابات الحزب المجلس التنفيذي الاقتراع حتى أكثر من أصوات الرئيس عبد القيوم.
بعد خروجه من الحكومة، جميل أصبح المؤسس المشارك في (منظمة المالديف الجديدة) التي تقود المعارضة ضد النظام القائم منذ 30 عاما من النظام. بعد انتخاب الرئيس محمد نشيد، شغل جميل منصب وزير الطيران المدني والاتصالات من 12 تشرين الثاني / نوفمبر 2008 إلى 12 مايو 2009.
جميل تم خلعه من منصبه بعد عدم الثقة المقدم من الحزب الحاكم المدعوم من المعارضة وأعضاء البرلمان المستقلين. ووفقا للمصادر فإن السبب الرئيسي في إقالته كان مشروع محاولة انقلاب للاستيلاء على الرئاسة. هذه التعاملات سربت من قبل البرلمانيين في المقام الأول السبب في أن جميع الأطراف السياسية في البلاد تعارض بشدة الانقلاب.